# Ze slov pravdy a lásky
Ze slov pravdy a lásky byl protestantský časopis, který vycházel v letech 1912–1948 (s přestávkami během světových válek). Sehrál významnou roli pro rozšíření bratrského hnutí v českých zemích; z tohoto hnutí vzešly Křesťanské sbory.
Vydavatelem časopisu byl František Jan Křesina. Časopis vycházel v Žižkově, Plzni a v Praze.
Většinu doby své existence časopis vycházel jako měsíčník. Nesl několik podtitulů: Měsíčník ku vzdělání dítek Božích, Měsíčník pro dítky Boží a List k budování sborů církve Páně a k pěstování duchovního života.